# George Hughes
George O. Hughes alias Kwesi Afedzi (...) è un artista ghanese naturalizzato statunitense.
Utilizza differenti media pittura, poesia e arte performativa.

## Biografia
Ha studiato pittura presso il College of Art, Kwame Nkrumah University of Science and Technology, Kumasi ed in seguito si trasferisce in America per seguire il master presso Bowling Green State University, Ohio.
Dopo essersi trasferito negli Stati Uniti, Hughes insegnata arte presso l'Università di Toledo (1997-2001), Bowling Green State University (1999-2000) e The University of Oklahoma (2001-2006). 
I dipinti e le opere di George O. Hughes sono state esposte in Europa, Africa e America. In Ghana è rappresentato dalla Artists Alliance Gallery situata ad Accra, capitale ghanese.

## Pratica artistica
Le sue opere sono caratterizzate da una pratica interdisciplinare. Riesce a combinare il rituale, la poesia, gli effetti sonori, il video e l'allegoria. 
Nelle opere George O. Hughes mette in risalto i lati positivi e negativi di entrambe le culture, fonde le ideologie dell'America contemporanea con le tradizioni dell'Africa occidentale. Riesce a mettere in armonia l'arte tribale con eventi storici, dinamiche culturali de esperienze personali. La violenza insita nella sua opera ha come riferimento la tragedia del colonialismo giustapposti con i contemporanei conflitti globali.
Il suo lavoro è estremamente comunicativo ed  è rapidamente diventando una parte importante della storia dell'arte contemporanea sia per il Ghana e che per gli Stati Uniti.

## Mostre

### Mostre collettive
| - 2003/02 - Eleanor Kirkpatrick Gallery, Oklahoma City, USA - 2003 – IAO Gallery, Oklahoma City, USA - 2002 - Third National Juried Competition, Oklahoma City, USA - 2001 - The Old Theatre, The Hague, Netherlands - 2001 – Gemeente Museum, The Hague, the Netherlands - 2001 – Gesellschaft fur Tecnische Zusammenarbeit, Eschborn, Germany - 2001 – Artoteek Zuidoost, Amsterdam, the Netherlands - 2001 – 20 North Gallery, Toledo, OH, USA - 2000 – The Butler Institute of American Art, Youngstown, OH, USA - 2000 – Museum voor Zuid, Goes, The Netherlands - 1999 – Galerie Xenios, Frankfurt am Main, Germany - 1999 – Cirkel Galerie, Amsterdam, the Netherlands - 1998 – Dorothy Uber Bryan Gallery, Bowling Green, OH, USA - 1998 – Toledo Museum of Art, Toledo, OH, USA - 1998 – Maison Descartes, Amsterdam, the Netherlands - 1997 – Melange Gallery, Toledo, OH, USA - 1996 – Filli Gallery, Chicago, IL, USA - 1996 – Roots of Diversity Art Show, Toledo, OH, USA - 1994 – Spectrum Gallery, Toledo, OH, USA - 1994 – National Theatre, Accra, Ghana - 1993 – Gagliardi Gallery, Chelsea, UK - 1993 – Dunia Moja, Tower Bridge, London, UK - 1993 – Commonwealth Museum, Bristol, UK - 1992 – The Loom Gallery, Accra, Ghana |

### Mostre personali
| - 2002 – Mainsite Gallery, Norman, OK, USA - 2001 – Livingstone Gallery, The Hague, the Netherlands - 2000 – Galeria Xenios, Frankfurt am Main, Germany - 1999 – 20 North Gallery, Toledo, OH, USA - 1998 - Artists Alliance Gallery, Accra, Ghana - 1998 – Angelwood Gallery, Grand Rapids, OH, USA - 1997 – University of Toledo, OH, USA - 1994 – Tillman Gallery, Toledo, OH, USA - 1992 – Queen Mary's Centre, London, UK - 1992 – African Centre, London, UK |